# قطعنامه ۷۵۶ شورای امنیت
قطعنامه ۷۵۶ شورای امنیت سازمان ملل متحد که در تاریخ ۲۹ مه ۱۹۹۲ تصویب شد، سندی بین‌المللی دربارهٔ اسرائیل-جمهوری عربی سوریه است. این قطعنامه طی نشست ۳۰۸۱ام با ۱۵ رای موافق، ۰ مخالف و ۰ ممتنع تصویب شد.